# Grande Île, Strasbourg
Grande Île, Strasbourg (Đảo lớn, cũng gọi là Ellipse Insulaire) nằm trong sông Ill, được coi như trung tâm lịch sử của thành phố Strasbourg, Pháp. Grande Île đã được UNESCO công nhận là di sản thế giới từ năm 1988, trong khóa họp thứ 12. Hội đồng quốc tế về các công trình và cảnh quan (International Council on Monuments and Sites)chỉ rõ Grande Île là « một khu phố cổ là mẫu mức của các thành phố thời trung cổ ».
Ngoài Nhà thờ Đức Bà Strasbourg, nhà thờ cao thứ tư thế giới theo lối kiến trúc gothic sáng chói của thế kỷ XV, Grande Île còn có nhiều nhà thờ thuộc nhiều thời kỳ khác nhau: nhà thờ thánh Thomas (nhà thờ Tin Lành), nhà thờ Saint-Pierre-le-Vieux (nhà thờ Công giáo kiểu gothic), nhà thờ Saint-Pierre-le-Vieux (nhà thờ Tin Lành kiểu kiến trúc roman), nhà thờ Saint-Pierre-le-Jeune (nhà thờ Tin Lành) và nhà thờ Saint-Étienne (nay chỉ còn cánh ngang) và Temple Neuf (đền thờ Mới, xây lại sau cuộc chiến tranh 1870).
Grande Île cũng có các cầu có mái che, khu Petite France, dinh Rohan, Ancienne Douane (Nhà thuế quan) và maison Kammerzell.
Để đánh dấu việc Grand Île được công nhận là di sản thế giới, 22 tấm biển bằng đồng thau đã được đặt trên cầu dẫn vào đảo.